# 86. oklepna brigada (ZDA)
86. oklepna brigada (izvirno angleško 86th Armored Brigade) je bila oklepna brigada Kopenske vojske Združenih držav Amerike.